# Dolphins de Jacksonville
Les Dolphins de Jacksonville sont le club sportif omnisports de l'université de Jacksonville, en Floride.
Les Dolphins ont éliminé leur équipe de football américain après la saison 2019.